# Муто, Кабун
Кабун Муто (яп. 武藤 嘉文 Муто: Кабун, 18 ноября 1926, префектура Гифу, Япония — 4 ноября 2009, Токио, Япония) — японский политический деятель, бывший министр иностранных дел Японии (1993).

## Биография
- В 1951 г. окончил юридический факультет Киотского университета.
- В 1967—2005 гг. — депутат Палаты представителей парламента Японии.
- В 1972—1973 гг. — парламентский заместитель министра внутренних дел.
- В 1974—1976 гг. — руководитель отдела по вопросам торговли и промышленности ЛДП.
- В 1978—1979 гг. и в 1984—1986 гг. — заместитель Генерального секретаря ЛДП.
- В 1979—1980 гг. — министр сельского хозяйства.
- В 1990 г. — министр промышленности и внешней торговли.
- В апреле-августе 1993 г. — министр иностранных дел.
- В 1996—1997 гг. — председатель комитета ЛДП по проведению административной реформы.
- В 2005 г. ушёл в отставку.